# 海伦河
海伦河，位于中华人民共和国黑龙江省海伦市中部的一条河流，是通肯河左岸支流，河名为满语“水獭”（转写：hailun）的意思。海伦河发源于海伦市区东南东风镇 五行村，向西南流经前进、乐业、祥富、共合、海兴、丰山、百祥、伦河等乡镇，于伦河镇沿伦村杨家店西北汇入通肯河。河流全长74千米，流域面积1141平方千米，河道平均比降0.5‰，年均径流量3930万立方米。海伦河地处松嫩平原，两岸农业发达。下游干流上建有联丰水库。